# برت رام کلمنتس
برت رام کلمنتس (انگلیسی: Bertram Clements; ۱ دسامبر ۱۹۱۳ – ژوئیه ۲۰۰۰ (aged 86)) بازیکن فوتبال اهل بریتانیا بود.
از باشگاه‌هایی که در آن بازی کرده‌است می‌توان به اشاره کرد.
وی همچنین در تیم ملی فوتبال تیم فوتبال المپیک بریتانیای کبیر بازی کرده‌است.